# Paraseiulus yugoslavicus
Paraseiulus yugoslavicus är en spindeldjursart som först beskrevs av Mijuskovic och Tomasevic 1975.  Paraseiulus yugoslavicus ingår i släktet Paraseiulus och familjen Phytoseiidae. Inga underarter finns listade i Catalogue of Life.